# Blue Jeans (revista)
Blue Jeans fue una revista de cómic española, publicada por la editorial Nueva Frontera entre 1977 y 1979, con 28 números publicados.

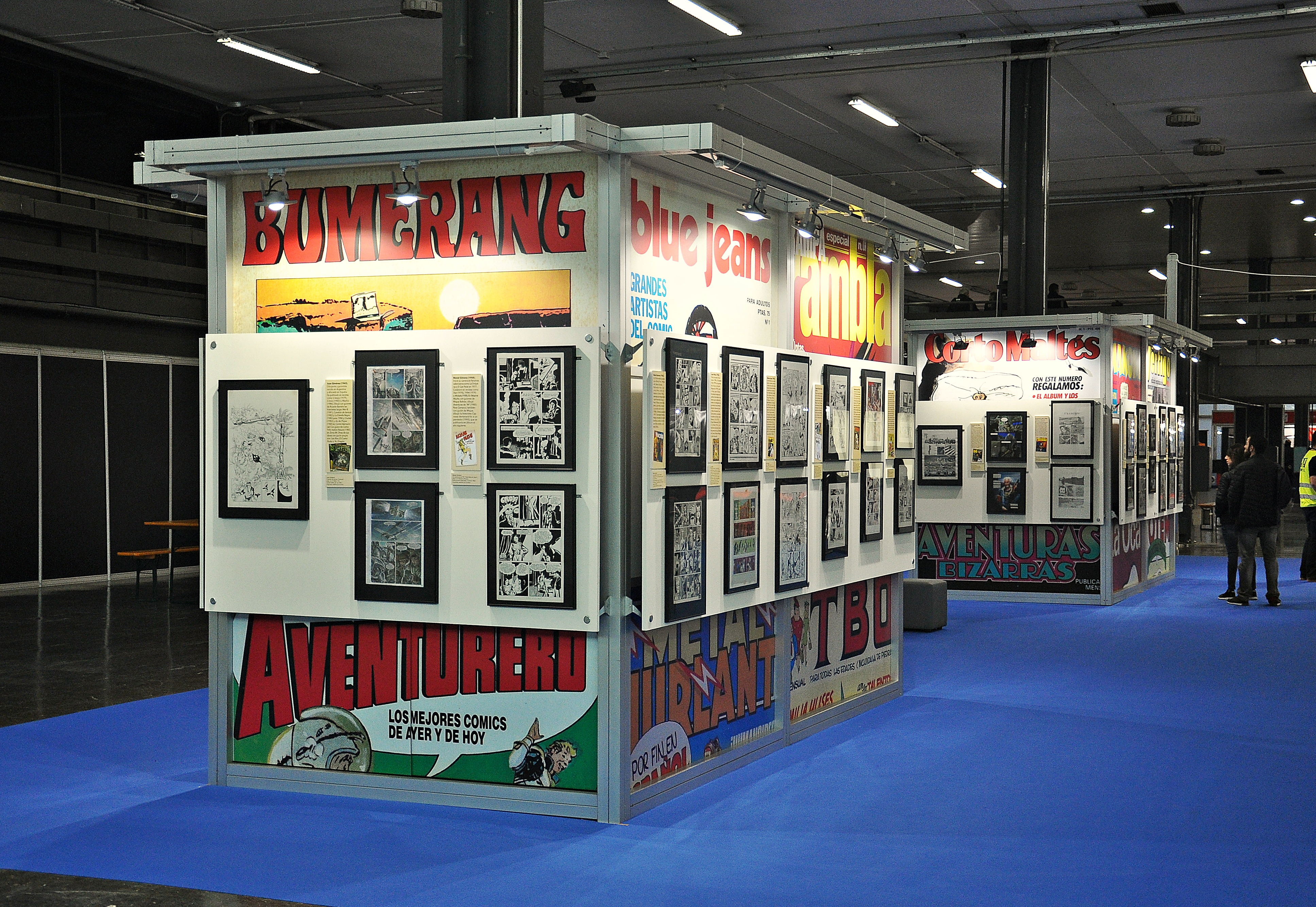
Imagen de la ed. del 2018 del Salón Internacional del Cómic de Barcelona.

Combinaba el material español con el importado, destacando las siguientes historietas:
| Números | Título                      | Guion               | Dibujo              | Procedencia                            |
| ------- | --------------------------- | ------------------- | ------------------- | -------------------------------------- |
| 1       | Betty Boop                  | Max Fleischer       | Max Fleischer       |                                        |
| 1       | Escuadra Zenith             |                     | Alberto Breccia     | Il Corriere dei Piccoli (Italia, 1975) |
| 1       | Kendall                     | Arturo del Castillo | Arturo del Castillo |                                        |
| 1       | Cepillo                     |                     | Segar               |                                        |
| 2       | Ernie Pike                  |                     | Hugo Pratt          |                                        |
| 4, 5    | Kronan                      | Jaime Brocal Remohí | Jaime Brocal Remohí | Trinca                                 |
| 5, 10   | Al Crane                    | Lauzier             | Alexis              |                                        |
| 5-7     | Dracurella                  | Julio Ribera        | Julio Ribera        | Pilote                                 |
| 6-      | Jeff Hawke                  |                     |                     |                                        |
| 8-      | Los grandes mitos del Oeste | Josep Toutain       | José Ortiz          |                                        |
| 11-     | Arcano                      | Jaime Brocal Remohí | Jaime Brocal Remohí |                                        |
| 15-     | Bernard Prince              | Greg                | Hermann             | Tintin                                 |